# Диноцефали
Диноцефали, або дейноцефали (Dinocephalia — «страшна голова») — клада примітивних ранніх терапсид. Диноцефали прийшли на зміну пелікозаврам після вимирання останніх, широко розповсюдились в середині пермського періоду, але вимерли на піку своєї різноманітності під час Кептенського масового вимирання. Відомі травоїдні, м'ясоїдні та всеїдні форми. Довжина до 5 м і вагою 1,5 т. Череп стислий і високий з куполовидним потовщенням кісток склепіння (пахиостоз), вторинного піднебіння немає. Передні зуби зазвичай сильні, часто з п'ятами для пережовування їжі. Скелет масивний. 2 надродини: антеозаври (Anteosauria) і тапіноцефали (Tapinocephaloidea). Понад 60 видів. Після вимирання були змінені значно меншими за розмірами теріодонтами і дицинодонтами.

## Опис

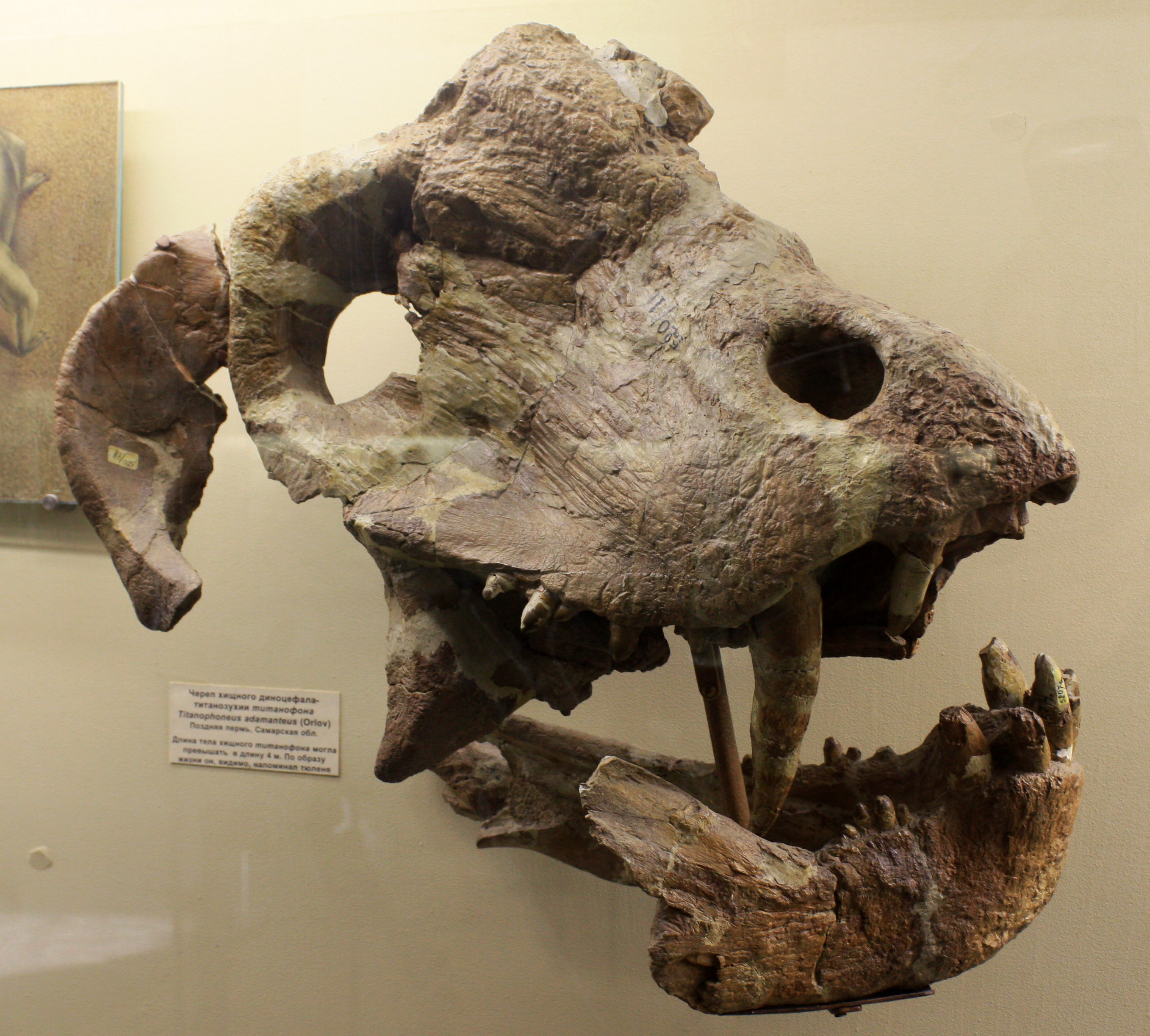
Череп Titanophoneus

Окрім біармозухій, диноцефали були найменш просунутими терапсидами, хоча все ще унікально спеціалізованими у своєму роді. Вони зберегли ряд примітивних ознак (наприклад, відсутність вторинного піднебіння, малий зубний ряд), спільних з їхніми предками пелікозаврами, хоча вони також мають більш просунуті терапсидні адаптації, такі як розширення клубової кістки та більш випрямлені кінцівки.
Серед них були м'ясоїдні, травоїдні та всеїдні форми. Деякі з них, такі як кератоцефал, мосхопс, струтіоцефал і джонкерія, були напівводними, інші, як антеозавр, були більш наземними.
Диноцефали були одними з найбільших тварин пермського періоду — лише найбільші казеїди та парейазаври досягали їхніх розмірів.

### Розміри
Диноцефали, як правило, були великими. Найбільші травоїдні (Tapinocephalus) і всеїдні (Titanosuchus) могли важити до 2 тонн і мати довжину близько 4,5 метрів, тоді як найбільші м'ясоїдні (такі як Titanophoneus і Anteosaurus) були щонайменше такими ж довгими, з масивними черепами завдовжки у 80 сантиметрів та загальною масою близько пів тонни.

## Класифікація

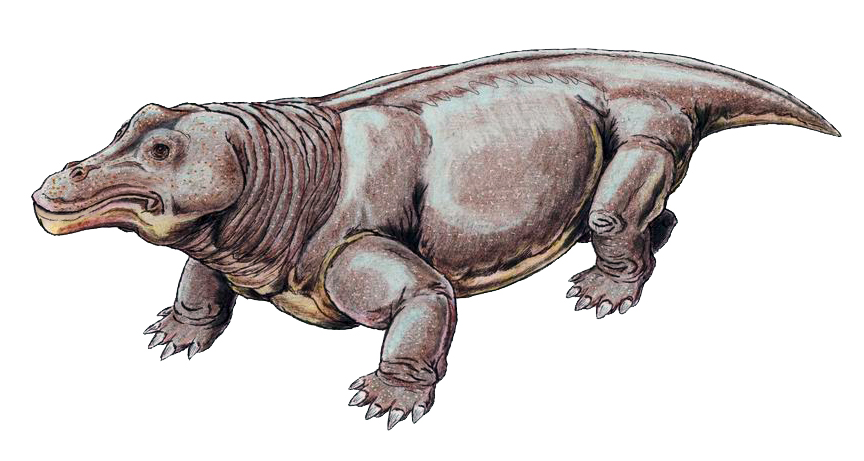
Struthiocephalus

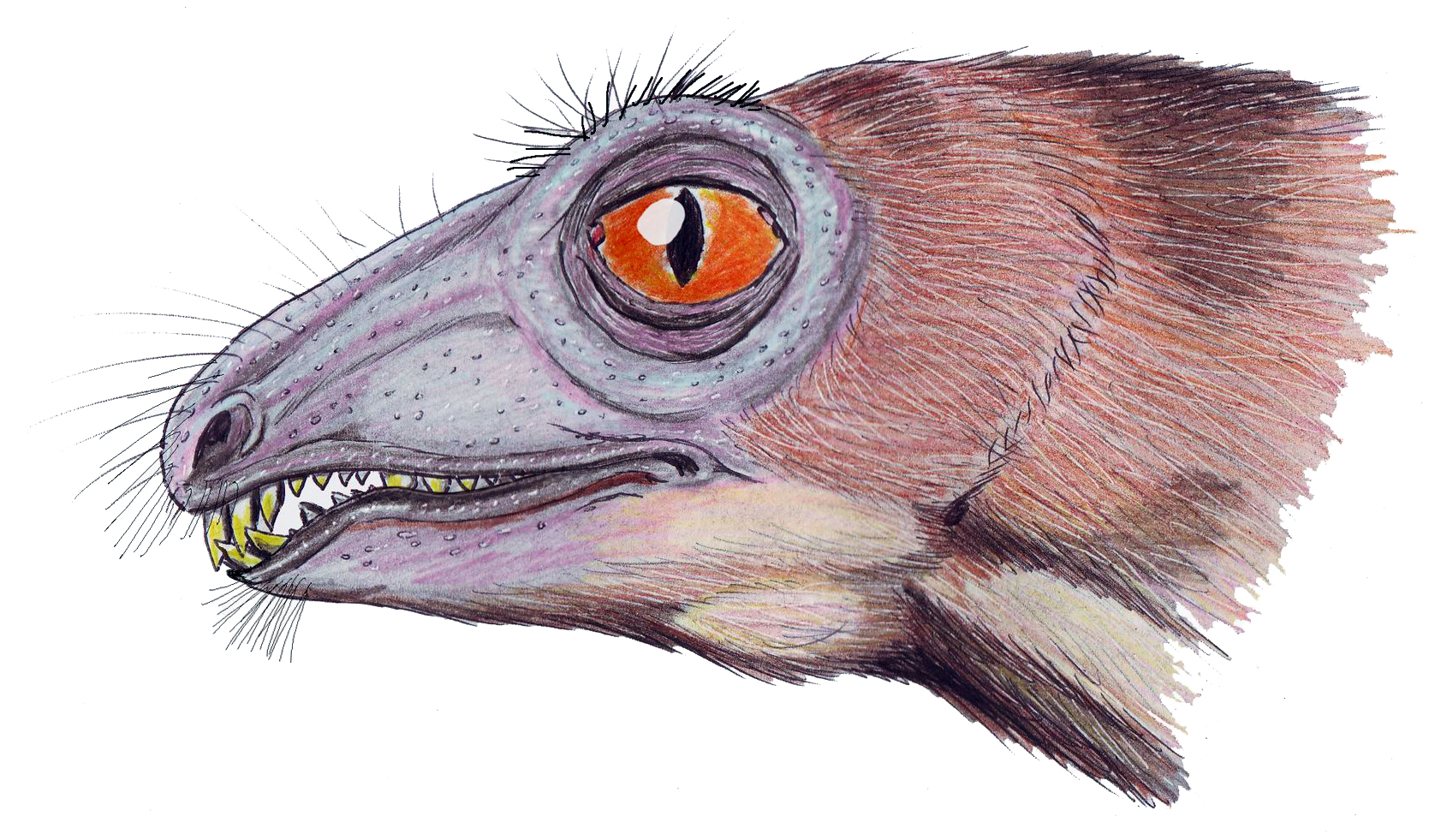
Niaftasuchus

- Клас SYNAPSIDA
  - Ряд THERAPSIDA
    - Підряд DINOCEPHALIA
      -  ?Eccasaurus
      -  ?Pelosuchus
      -  ?Tappenosaurus
      - Родина Estemmenosuchidae
        - Estemmenosuchus
        - Molybdopygus
        -  ?Parabradysaurus

      - ?Родина Phreatosuchidae
        - Phreatosaurus
        - Phreatosuchus

      - ?Родина Phthinosuchidae
        - Phthinosuchus

      - ?Родина Rhopalodontidae
        -  ?Phthinosaurus
        - Rhopalodon

      - Клада Anteosauria
        - Родина Anteosauridae
        - Родина Brithopodidae
        - Родина Deuterosauridae

      - Клада Tapinocephalia
        -  ?Dimacrodon
        - Родина ?Driveriidae
        - Родина ?Mastersoniidae
        - Родина Styracocephalidae
        - Родина Tapinocephalidae